# Przechlewko
Przechlewko [pronunciación en polaco: /pʂɛˈxlɛfkɔ/] (en casubio: Przechlewkò) es un pueblo en el distrito administrativo de Gmina Przechlewo, dentro del condado de Człuchów, Voivodato de Pomerania, en el norte de Polonia. Se encuentra a unos 6 kilómetros al norte de Przechlewo, a 24 kilómetros al norte de Człuchów, y a 107 kilómetros al suroeste de la capital regional Gdańsk.
El pueblo tiene una población de 81 habitantes.